# Max Grüger
Max Grüger (* 24. Mai 2005 in Gelsenkirchen) ist ein deutscher Fußballspieler auf der Position des defensiven Mittelfeldspielers. Seit der Saison 2024/25 steht er im Profikader des FC Schalke 04.

## Vereinskarriere
Grüger begann in seiner Kindheit von 2008 bis 2009 bei Hansa Scholven mit dem Fußballspielen. Von 2009 bis 2011 spielte er in den Jugendmannschaften des SC Hassel, ehe er sich dem SSV Buer für ein Jahr anschloss. 2012 wechselte er in die Knappenschmiede, die Jugendabteilung des FC Schalke 04, und durchlief dort die übrigen Jugendmannschaften. 2022 gewann er mit der U17 der Schalker die deutsche B-Junioren-Meisterschaft.
Im Sommer 2024 erhielt Grüger beim FC Schalke einen Lizenzspielervertrag bis 2026. Am 27. Juli 2024 gehörte er erstmals zum Kader der zweiten Mannschaft, kam aber nicht zum Einsatz. Sein erstes Spiel für die Schalker U23 bestritt er am 3. August 2024 beim 2:1-Heimsieg gegen den KFC Uerdingen 05. Er kam über die volle Distanz zum Einsatz. Am 17. August 2024, der ersten Hauptrunde des DFB-Pokals, gehörte er erstmals zum Kader der Lizenzmannschaft. Beim 2:0-Auswärtssieg gegen den VfR Aalen kam er allerdings nicht zum Einsatz. Nach der Entlassung des Trainers Karel Geraerts wurde Jakob Fimpel zum Interimstrainer befördert. Dieser entschied sich dazu, Grüger in die erste Mannschaft zu integrieren, und verhalf ihm zu seinem Profidebüt, als er Grüger in den beiden Spielen unter seiner Ägide gegen Preußen Münster und gegen Hertha BSC jeweils in der Startaufstellung aufbot. Auch unter dem neuen Trainer Kees van Wonderen erhielt Grüger regelmäßige Einsatzzeiten im defensiven Mittelfeld der Schalker, davon häufig als Startelfspieler. Bei der 3:4-Niederlage gegen Greuther Fürth am 10. Spieltag gelang ihm mit dem zwischenzeitlichen 1:2-Anschlusstreffer sein erstes Profitor.

## Nationalmannschaft
Grüger wurde von Christian Wörns in den Kader der deutschen U19 nominiert und gab sein Junioren-Länderspieldebüt am 6. September 2023 beim 1:0-Heimsieg gegen die englische U19. Dabei wurde er in der ersten Halbzeit in der Innenverteidigung eingesetzt. Bis Mai 2024 folgten insgesamt sechs weitere Einsätze für die Juniorenauswahl, bevor Grüger in die U20-Auswahl aufrückte.

## Erfolge
- 2021/22: Deutscher B-Junioren-Meister